# Giovanni Francesco Falzacappa
Giovanni Francesco Falzacappa (né le 7 avril 1767 à Corneto dans l'actuelle province de Viterbe, dans le Latium, alors dans les États pontificaux et mort le 19 novembre 1840 à Rome) est un cardinal italien du XIXe siècle.

## Biographie
Giovanni Francesco Falzacappa exerce diverses fonctions au sein de la Curie romaine. Le pape Pie VII le nomme en 1800 secrétaire de la Congrégation spéciale pour la récupération des propriétés de l'Église confisquées pendant l'occupation des Français. Il exerce aussi des fonctions à la Congrégation des immunités. Il est déporté à Parme, à Alessandria et à l'île de Capraia, parce qu'il refuse de prêter le serment de loyauté pendant l'occupation des Français. Après la restauration il est notamment secrétaire de la Congrégation des immunités et de la Congrégation du Concile.
Il est nommé archevêque titulaire d'Athènes en 1819. 
Le pape Pie VII le crée cardinal lors du consistoire du 10 mars 1823. Il est nommé évêque d'Ancône en 1823, mais il renonce au gouvernement de son diocèse l'année suivante et devient préfet du Tribunal suprême de la Signature apostolique à partir de 1829.
Le cardinal Falzacappa participe au conclave de 1823 lors duquel Léon XII est élu, au conclave de 1829 (élection de Pie VIII) et au conclave de 1830-1831 (élection de Grégoire XVI). Il est camerlingue du Sacré Collège en 1839-1840.

## Succession apostolique
Giovanni Francesco Falzacappa a ordonné les évêques suivants :
- Archevêque Giovanni Muzi (it) (1823)
- Évêque Giuseppe Segna (1824)
- Évêque Giovanni Battista de Martino di Pietradoro (it), Sch.P. (1824)
- Évêque Antonio Monforte (1824)
- Archevêque Giuseppe Giovanni Vincenzo de Gallo Laculebero, O.F.M.Cap. (1824)
- Évêque Giovanni Bindi Sergardi (1824)
- Archevêque Ferdinando Minucci (it) (1828)
- Archevêque Giovanni Battista Parretti (it) (1828)
- Évêque Luigi Grati (de), O.S.M. (1828)
- Évêque Niccolò Mazzoni (1829)
- Évêque Ugolino Carlini (1829)
- Évêque Ippolito Niccolai (1829)
- Cardinal Giuseppe Cosenza (1832)
- Évêque Francesco Iavarone (it) (1832)
- Archevêque Gennaro Pellino (1832)
- Évêque Arcangelo Polidori (1834)
- Évêque Giuseppe Maria Severa (1837)
- Évêque Vincenzo Menchi (it) (1839)
- Évêque Michelangelo Orlandi (1839)